# Суховское сельское поселение (Тацинский район)
Суховское сельское поселение — муниципальное образование в Тацинском районе Ростовской области. 
Административный центр поселения — посёлок Новосуховый.

## Административное устройство
В состав Суховского сельского поселения входят:
- посёлок Новосуховый;
- хутор Крылов;
- посёлок Лубяной;
- посёлок Сухая Балка.

## Население
| 2010  | 2012  | 2013  | 2014  | 2015  | 2016  | 2017  |
| ----- | ----- | ----- | ----- | ----- | ----- | ----- |
| 1602  | ↘1565 | ↘1521 | ↘1487 | ↗1488 | ↘1456 | ↘1430 |
| 2018  | 2019  | 2020  | 2021  |       |       |       |
| ↗1433 | ↘1408 | ↘1391 | ↘1360 |       |       |       |